# Leptotarsus viridis
Leptotarsus viridis är en tvåvingeart som först beskrevs av Walker 1856.  Leptotarsus viridis ingår i släktet Leptotarsus och familjen storharkrankar. Inga underarter finns listade i Catalogue of Life.